# Discographie de Florence and the Machine
La discographie de Florence and the Machine comprend notamment cinq albums studio, deux albums live, six EP, trente singles, cinq singles promotionnels et trente-quatre clips vidéo.

## Albums

### Albums studio
| Titre                            | Détails                                                                                | Classement | Classement | Classement | Classement | Classement | Classement | Classement | Classement | Classement | Classement | Ventes mondiales                         | Certifications                                                                    |
| Titre                            | Détails                                                                                | GBR        | AUS        | AUT        | FLA        | CAN        | DEU        | IRL        | NZL        | CHE        | USA        | Ventes mondiales                         | Certifications                                                                    |
| -------------------------------- | -------------------------------------------------------------------------------------- | ---------- | ---------- | ---------- | ---------- | ---------- | ---------- | ---------- | ---------- | ---------- | ---------- | ---------------------------------------- | --------------------------------------------------------------------------------- |
| Lungs                            | - Sortie : 3 juillet 2009 - Label : Island Records - Format : CD, LP, téléchargement   | 1          | 3          | 73         | 3          | 20         | 41         | 2          | 3          | 54         | 14         | 3 000 000                                | - 6 × Platine - 4 × Platine - 3 × Platine - 2 × Platine - Or - Or - Or - Or       |
| Ceremonials                      | - Sortie : 28 octobre 2011 - Label : Island Records - Format : CD, LP, téléchargement  | 1          | 1          | 12         | 4          | 4          | 7          | 1          | 1          | 10         | 6          | 2 000 000                                | - 3 × Platine - 3 × Platine - 3 × Platine - Platine - Platine - Or - Or - Or - Or |
| How Big, How Blue, How Beautiful | - Sortie : 29 mai 2015 - Label : Island Records - Format : CD, LP, téléchargement      | 1          | 1          | 2          | 2          | 1          | 3          | 1          | 1          | 1          | 1          | 1 000 000                                | - Platine - Platine - Or - Or - Or - Or                                           |
| High as Hope                     | - Sortie : 29 juin 2018 - Label : Virgin EMI Records - Format : CD, LP, téléchargement | 2          | 2          | 3          | 1          | 2          | 5          | 2          | 2          | 2          | 2          | Royaume-Uni : 80 700 États-Unis : 74 000 | - Or                                                                              |
| Dance Fever                      | - Sortie : 13 mai 2022 - Label : Polydor - Format : CD, LP, téléchargement             | 1          | 2          | 4          | 2          | 7          | 2          | 2          | 2          | 7          | 7          | À déterminer                             | À déterminer                                                                      |

### Compilations
| Titre                         | Détails                                                                       |
| ----------------------------- | ----------------------------------------------------------------------------- |
| Water to Drink Not Talk About | - Sortie : 28 janvier 2022 - Label : Island Records - Format : téléchargement |
| My Favourite Ghosts           | - Sortie : 4 février 2022 - Label : Island Records - Format : téléchargement  |
| Harder Than Hell              | - Sortie : 11 février 2022 - Label : Island Records - Format : téléchargement |

### Albums live
| Titre               | Détails                                                                        | Classement | Classement | Classement | Classement | Classement | Classement | Classement | Classement | Classement | Classement | Ventes mondiales     |
| Titre               | Détails                                                                        | GBR        | AUS        | AUT        | FLA        | CAN        | IRL        | NZL        | POR        | SCO        | USA        | Ventes mondiales     |
| ------------------- | ------------------------------------------------------------------------------ | ---------- | ---------- | ---------- | ---------- | ---------- | ---------- | ---------- | ---------- | ---------- | ---------- | -------------------- |
| Live at the Wiltern | - Sortie : 28 juin 2011 - Label : Island Records - Format : téléchargement     | —          | —          | —          | —          | —          | —          | —          | —          | —          | —          | —                    |
| MTV Unplugged       | - Sortie : 6 avril 2012 - Label : Island Records - Format : CD, téléchargement | 27         | 17         | 72         | 6          | 45         | 15         | 27         | 10         | 27         | 51         | Royaume-Uni : 31 837 |

## EP
| Titre                             | Détails                                                                           | Classement | Classement | Classement | Classement |
| Titre                             | Détails                                                                           | AUS        | USA        | Alt        | Rock       |
| --------------------------------- | --------------------------------------------------------------------------------- | ---------- | ---------- | ---------- | ---------- |
| A Lot of Love. A Lot of Blood     | - Sortie : 28 avril 2009 - Label : Iamsound Records - Format : 33 tours           | —          | —          | —          | —          |
| iTunes Festival: London 2010      | - Sortie : 21 juillet 2010 - Label : Island Records - Format : téléchargement     | —          | —          | —          | —          |
| iTunes Live from Soho             | - Sortie : 16 novembre 2010 - Label : Island Records - Format : téléchargement    | —          | —          | —          | —          |
| Lungs — The B-Sides               | - Sortie : 27 février 2011 - Label : Universal Republic - Format : téléchargement | —          | 113        | 22         | 29         |
| Apple Music Festival: London 2015 | - Sortie : 15 octobre 2015 - Label : Island Records - Format : téléchargement     | —          | —          | —          | —          |
| Songs from Final Fantasy XV       | - Sortie : 12 août 2016 - Label : Island Records - Format : téléchargement        | 57         | —          | —          | —          |

## Singles
| Titre                      | Année | Classement | Classement | Classement | Classement | Classement | Classement | Classement | Classement | Classement | Classement | Certifications                                  | Album                                      |
| Titre                      | Année | GBR        | AUS        | AUT        | FLA        | CAN        | DEU        | IRL        | NZL        | CHE        | USA        | Certifications                                  | Album                                      |
| -------------------------- | ----- | ---------- | ---------- | ---------- | ---------- | ---------- | ---------- | ---------- | ---------- | ---------- | ---------- | ----------------------------------------------- | ------------------------------------------ |
| Kiss with a Fist           | 2008  | 51         | —          | —          | —          | —          | —          | —          | —          | —          | —          | - Argent                                        | Lungs                                      |
| Dog Days Are Over          | 2008  | 23         | 47         | —          | 21         | 19         | —          | 6          | 27         | —          | 21         | - 4 × Platine - 3 × Platine - 2 × Platine - Or  | Lungs                                      |
| Rabbit Heart (Raise It Up) | 2009  | 12         | 93         | —          | 50         | —          | —          | 41         | —          | —          | —          | - Argent                                        | Lungs                                      |
| Drumming Song              | 2009  | 54         | —          | —          | —          | —          | —          | —          | —          | —          | —          |                                                 | Lungs                                      |
| You've Got the Love        | 2009  | 5          | 9          | 28         | 25         | —          | 52         | 16         | —          | 49         | —          | - 3 × Platine - 3 × Platine - Or - Or           | Lungs                                      |
| You've Got the Dirtee Love | 2010  | 2          | 27         | —          | —          | —          | 24         | —          | —          | —          | —          | - Or - Or                                       | —                                          |
| Cosmic Love                | 2010  | 51         | —          | —          | —          | —          | —          | 3          | —          | —          | —          | - Platine - Argent                              | Lungs                                      |
| Heavy In Your Arms         | 2010  | 53         | —          | —          | —          | —          | —          | —          | —          | —          | —          |                                                 | Twilight, chapitre III : Hésitation        |
| Shake It Out               | 2011  | 12         | 36         | 16         | —          | 52         | 30         | 2          | 16         | 23         | 72         | - 2 × Platine - Platine - Platine - Or - Or     | Ceremonials                                |
| No Light, No Light         | 2012  | 50         | 95         | —          | —          | —          | —          | 50         | —          | —          | —          |                                                 | Ceremonials                                |
| Never Let Me Go            | 2012  | 82         | 3          | —          | —          | 75         | —          | 73         | —          | —          | —          | - 4 × Platine - Argent                          | Ceremonials                                |
| Breath of Life             | 2012  | 87         | 57         | 64         | —          | —          | 65         | 68         | —          | —          | —          |                                                 | Blanche-Neige et le Chasseur               |
| Spectrum (Say My Name)     | 2012  | 1          | 4          | 51         | 2          | —          | 32         | 1          | 2          | 58         | —          | - 3 × Platine - 2 × Platine - Platine - Or - Or | Ceremonials                                |
| Lover to Lover             | 2012  | —          | —          | —          | —          | —          | —          | —          | —          | —          | —          |                                                 | Ceremonials                                |
| What Kind of Man           | 2015  | 37         | 16         | 52         | 50         | 46         | —          | 31         | 34         | 42         | 88         | - Argent                                        | How Big, How Blue, How Beautiful           |
| Ship to Wreck              | 2015  | 27         | 48         | 66         | 12         | —          | 81         | 38         | 37         | —          | —          | - Or                                            | How Big, How Blue, How Beautiful           |
| Queen of Peace             | 2015  | 133        | —          | —          | —          | —          | —          | —          | —          | —          | —          |                                                 | How Big, How Blue, How Beautiful           |
| Delilah                    | 2015  | 102        | 41         | —          | 31         | —          | —          | —          | —          | —          | —          |                                                 | How Big, How Blue, How Beautiful           |
| Wish That You Were Here    | 2016  | 128        | —          | —          | —          | —          | —          | —          | —          | —          | —          |                                                 | Miss Peregrine et les enfants particuliers |
| Sky Full of Song           | 2018  | 81         | 87         | —          | —          | —          | —          | —          | —          | —          | —          | - Or - Or                                       | High as Hope                               |
| Hunger                     | 2018  | 41         | 92         | —          | 42         | —          | —          | 46         | —          | —          | —          |                                                 | High as Hope                               |
| Patricia                   | 2018  | 98         | —          | —          | —          | —          | —          | 88         | —          | —          | —          |                                                 | High as Hope                               |
| Moderation                 | 2019  | —          | —          | —          | —          | —          | —          | —          | —          | —          | —          |                                                 | —                                          |
| Jenny of Oldstones         | 2019  | 71         | —          | —          | —          | —          | —          | 56         | —          | 74         | —          |                                                 | Saison 8 de Game of Thrones                |
| Light of Love              | 2020  | —          | —          | —          | —          | —          | —          | —          | —          | —          | —          |                                                 | —                                          |
| Call me Cruella            | 2021  | —          | —          | —          | —          | —          | —          | —          | —          | —          | —          |                                                 | Cruella                                    |
| King                       | 2022  | 54         | —          | —          | —          | —          | —          | 37         | —          | —          | —          |                                                 | Dance Fever                                |
| Heaven Is Here             | 2022  | —          | —          | —          | —          | —          | —          | —          | —          | —          | —          |                                                 | Dance Fever                                |
| My Love                    | 2022  | 51         | —          | —          | —          | —          | —          | 43         | —          | —          | —          |                                                 | Dance Fever                                |
| Free                       | 2022  | —          | —          | —          | —          | —          | —          | 83         | —          | —          | —          |                                                 | Dance Fever                                |

### Singles promotionnels
| Titre                  | Année | Classement | Classement | Classement | Classement | Classement | Classement | Classement | Classement | Classement | Classement | Certifications | Album                       |
| Titre                  | Année | GBR        | AUS        | FLA        | CAN        | FRA        | IRL        | NZL        | POR        | SCO        | USA        | Certifications | Album                       |
| ---------------------- | ----- | ---------- | ---------- | ---------- | ---------- | ---------- | ---------- | ---------- | ---------- | ---------- | ---------- | -------------- | --------------------------- |
| What the Water Gave Me | 2011  | 24         | 35         | —          | 72         | —          | 13         | 15         | 29         | 24         | 91         | Or             | Ceremonials                 |
| Breaking Down          | 2012  | —          | —          | —          | —          | —          | —          | —          | —          | —          | —          |                | Ceremonials                 |
| Over the Love          | 2013  | —          | —          | —          | —          | —          | —          | —          | —          | —          | —          |                | Gatsby le Magnifique        |
| Stand by Me            | 2016  | —          | —          | 2          | —          | 162        | —          | —          | —          | —          | —          |                | Songs from Final Fantasy XV |
| Big God                | 2018  | 97         | —          | —          | —          | —          | 80         | —          | —          | —          | —          |                | High as Hope                |

## Clips vidéo
| Titre                            | Année | Réalisation                         | Réf.   |
| -------------------------------- | ----- | ----------------------------------- | ------ |
| Kiss with a Fist                 | 2008  | Price James                         | [ 44 ] |
| Dog Days Are Over                | 2008  | Tom Beard and Tabitha Denholm       | [ 45 ] |
| Rabbit Heart (Raise It Up)       | 2009  | Tom Beard and Tabitha Denholm       | [ 46 ] |
| Drumming Song                    | 2009  | Dawn Shadforth                      | [ 47 ] |
| You've Got the Love              | 2009  | Tom Beard and Tabitha Denholm       | [ 48 ] |
| Hurricane Drunk                  | 2010  | Eva Husson                          | [ 45 ] |
| Dog Days Are Over                | 2010  | Georgie Greville & Geremy Jasper    | [ 49 ] |
| Cosmic Love                      | 2010  | Tom Beard and Tabitha Denholm       | [ 50 ] |
| Heavy in Your Arms               | 2010  | Tom Beard and Tabitha Denholm       | [ 45 ] |
| Not Fade Away                    | 2011  | Tabitha Denholm                     | [ 45 ] |
| What the Water Gave Me           | 2011  | Tabitha Denholm                     | [ 45 ] |
| Shake It Out                     | 2011  | Dawn Shadforth                      | [ 51 ] |
| No Light, No Light               | 2011  | Arni & Kinski                       | [ 52 ] |
| Never Let Me Go                  | 2012  | Tabitha Denholm                     | [ 53 ] |
| Breath of Life                   | 2012  | Scott Murray                        | [ 54 ] |
| Spectrum                         | 2012  | David LaChapelle and John Byrne     | [ 55 ] |
| Breaking Down                    | 2012  | Tabitha Denholm                     | [ 56 ] |
| Lover to Lover                   | 2012  | Vincent Haycock                     | [ 57 ] |
| How Big, How Blue, How Beautiful | 2015  | Tabitha Denholm and Vincent Haycock | [ 58 ] |
| What Kind of Man                 | 2015  | Vincent Haycock                     | [ 59 ] |
| St. Jude                         | 2015  | Vincent Haycock                     | [ 60 ] |
| Ship to Wreck                    | 2015  | Vincent Haycock                     | [ 61 ] |
| Queen of Peace / Long and Lost   | 2015  | Vincent Haycock                     | [ 62 ] |
| Delilah                          | 2015  | Vincent Haycock                     | [ 63 ] |
| Third Eye                        | 2016  | Vincent Haycock                     | [ 64 ] |
| Sky Full of Song                 | 2018  | AG Rojas                            | [ 65 ] |
| Hunger                           | 2018  | AG Rojas                            | [ 66 ] |
| Big God                          | 2018  | Autumn de Wilde                     | [ 67 ] |
| South London Forever             | 2018  | Child Studio                        | [ 68 ] |
| No Choir                         | 2019  | AG Rojas                            | [ 65 ] |
| King                             | 2022  | Autumn de Wilde                     | [ 69 ] |
| Heaven is Here                   | 2022  | Autumn de Wilde                     | [ 70 ] |
| My Love                          | 2022  | Autumn de Wilde                     | [ 71 ] |
| Free                             | 2022  | Autumn de Wilde                     | [ 72 ] |